# Haute-Savoie
Haute-Savoie eller Övre Savojen är ett franskt departement beläget i sydöstra delen av landet, i regionen Auvergne-Rhône-Alpes i de franska Alperna. Huvudort är Annecy. 
Haute-Savoie gränsar till Schweiz i norr och till Italien i öster. I Haute-Savoie ligger skidorter som Chamonix och Megève. Europas högsta bergstopp Mont Blanc ligger i Haute-Savoie. 
Haute-Savoie var tillsammans med Savoie de två departement i den historiska regionen Savojen som övertogs av Frankrike 24 mars 1860 efter freden i Turin. I den tidigare regionindelningen som gällde fram till 2015 tillhörde Haute-Savoie regionen Rhône-Alpes.